# أدولفو فرنانديز
أدولفو فرنانديز هو مصمم صوتي ‏ وصحفي وعازف بيانو كوبي، ولد في 21 مايو 1951 في هافانا في كوبا.